# Rue de Bretonvilliers
Rue de Bretonvilliers je pařížská ulice na ostrově Saint-Louis.

## Historie
Je pojmenována po Claudu Le Ragois de Bretonvilliers, tajemníkovi finanční rady, který zde měl postavený palác.

## Významné stavby
- dům č. 3: Hôtel de Bretonvilliers, ve kterém v letech 1856 až 1868 žil Hippolyte Taine